# Виола да гамба
Виола да гамба (на латински: viola da gamba) е музикален инструмент от групата на струнно-лъковите инструменти.
Разработен е след 1400 г. и е използван най-вече през Ренесанса и Барока. По формата на корпуса и начина на изпълнение виола да гамба наподобява виолончелото. През периода, когато е най-популярна, за нея пишат композитори като Джон Дауланд, Джон Дженкинс, Улиам Лоус, Хенри Пърсел, Марен Маре, Йохан Себастиан Бах, Карл Фридрих Абел и много други.